# Kevin Knox
Kevin Knox II (Phoenix, 11 de agosto de 1999) é um jogador norte-americano de basquete profissional que atualmente joga pelo Detroit Pistons da National Basketball Association (NBA).
Ele jogou basquete universitário na Universidade de Kentucky e foi selecionado pelo New York Knicks como a 9ª escolha geral no Draft da NBA de 2018.

## Carreira no ensino médio
Knox estudou na Tampa Catholic High School em Tampa, Flórida. Em seu terceiro ano, ele teve médias de 30,1 pontos, 11,2 rebotes e 2,4 assistências enquanto liderou a equipe para o título regional e distrital.
Em seu último ano, ele teve médias de 28,5 pontos e 11,3 rebotes e liderou a equipe para um recorde de 25-6.
Ele era um recruta de cinco estrelas e foi considerado um dos melhores jogadores da classe de 2017. Em 6 de maio de 2017, Knox se comprometeu a jogar basquete na Universidade de Kentucky, rejeitando ofertas de Duke, Florida State, Missouri e Carolina do Norte. Ele também recusou uma oferta profissional para jogar na China.
| Nome | Cidade natal                                      | High school / College      | Altura | Peso  | Data               |
| --- | ------------------------------------------------- | -------------------------- | ------ | ----- | ------------------ |
| Kevin Knox II SF | Tampa, Florida                                    | Tampa Catholic High School | 2.03 m | 93 kg | 5 de Junho de 2017 |
| Kevin Knox II SF | Ratings: Scout: Rivals: 247Sports: ESPN grade: 95 |                            |        |       |                    |
| - Nota: Em muitos casos, Scout, Rivals, 247Sports e ESPN podem entrar em conflito em suas listas de altura e peso, nestes casos, a média foi obtida. As notas da ESPN estão em uma escala de 100 pontos. - Fonte: |                                                   |                            |        |       |                    |

## Carreira universitária
Em sua primeira temporada, Knox levou a Universidade de Kentucky a um recorde de 10-8 na conferência, terminando em 4º na SEC. Ele liderou a equipe com média de 15,9 pontos. Ele foi nomeado para a Equipe de Novatos e pra Primeira-Equipe da SEC. A equipe conseguiu vencer o Torneio da SEC com Knox registrando 18 pontos e 7 rebotes na final contra Tennessee.
Em 6 de abril de 2018, Knox se declarou para o draft da NBA de 2018, renunciando aos seus últimos três anos de elegibilidade universitária.

## Carreira profissional

### New York Knicks (2018–2022)
Em 21 de junho de 2018, Knox foi selecionado pelo New York Knicks como a 9° escolha geral no draft da NBA de 2018. Em 5 de julho de 2018, ele assinou um contrato de 4 anos e US$18 milhões com os Knicks.
Em 17 de outubro de 2018, Knox fez sua estreia na NBA em uma vitória por 126-107 sobre o Atlanta Hawks. Ele teve 10 pontos, dois roubos de bola e um bloqueio. Dois dias depois, em 19 de outubro, Knox registrou 17 pontos e  6 rebotes em uma derrota por 105-107 para o Brooklyn Nets.
Em 20 de outubro de 2018, Knox torceu o tornozelo esquerdo em uma derrota por 101-103 para o Boston Celtics. Ele voltou à ação em 1 de dezembro de 2018, registrando 26 pontos, 4 rebotes, 4 assistências, um roubo de bola e um bloqueio em uma vitória por 136-134 sobre o Milwaukee Bucks.
Knox recebeu o Prêmio de Novato do Mês em dezembro de 2018. Em 13 de janeiro de 2019, ele registrou 31 pontos, 7 rebotes e dois roubos em uma derrota por 105-108 para o Philadelphia 76ers.
Em 21 de dezembro de 2020, os Knicks anunciaram que exerceram sua opção de renovação no contrato de Knox.  Em 11 de janeiro de 2021, ele registrou 19 pontos, o recorde da temporada, cinco rebotes e duas assistências em uma derrota por 109-88 para o Charlotte Hornets. Durante a temporada de 2020-21, os Knicks terminaram com um recorde de 41-31 e se classificaram para os playoffs pela primeira vez desde 2013. Os Knicks enfrentaram o Atlanta Hawks durante a primeira rodada. Knox fez sua estreia nos playoffs em 30 de maio de 2021, marcando dois pontos em uma derrota no Jogo 4 por 113-96. O Knicks acabou perdendo a série em cinco jogos.

### Atlanta Hawks (2022)
Em 13 de janeiro de 2022, os Knicks negociaram Knox e uma escolha de primeira rodada para o Atlanta Hawks em troca de Cam Reddish, Solomon Hill e uma escolha de segunda rodada do draft de 2025.
Em 19 de janeiro, Knox fez sua estreia no Hawks e marcou dois pontos na vitória por 134–122 sobre o Minnesota Timberwolves. Os Hawks se classificaram para a pós-temporada e enfrentou o Miami Heat na primeira rodada. Em 17 de abril, Knox marcou 10 pontos, o recorde de sua carreira em playoff, em uma derrota por 115-91 no Jogo 1. Ele ultrapassou esse total em 24 de abril, marcando 12 pontos em uma derrota no Jogo 4 por 110-86. O Hawks acabou perdendo a série em cinco jogos.

### Detroit Pistons (2022–2023)
Em 1º de agosto de 2022, Knox assinou um contrato de 2 anos e US$6 milhões com o Detroit Pistons.
Em 19 de outubro, ele fez sua estreia nos Pistons e registrou três pontos e três rebotes na vitória por 113–109 sobre o Orlando Magic. Em 23 de novembro, Knox marcou 21 pontos, o recorde da temporada, na vitória por 125–116 sobre o Utah Jazz.

### Portland Trail Blazers (2023–Presente)
Em 9 de fevereiro de 2023, Knox foi negociado com o Portland Trail Blazers em uma troca de quatro equipes que também envolveu o Atlanta Hawks e o Golden State Warriors.
Em 13 de fevereiro, ele fez sua estreia no Trail Blazers e registrou quatro pontos e dois rebotes na vitória por 127–115 sobre o Los Angeles Lakers.

## Carreira na seleção
Ganhou duas medalhas de ouro pela Seleção Americana na Copa América Sub-16 de 2015 e no Campeonato Mundial de Basquetebol Sub-19 de 2016.

## Estatísticas da carreira

### NBA

#### Temporada regular
| Ano      | Equipe   | PJ  | PT | MPJ  | AP   | 3P   | LL   | RT  | AS  | BR | TO | PPJ  |
| -------- | -------- | --- | -- | ---- | ---- | ---- | ---- | --- | --- | -- | -- | ---- |
| 2018–19  | New York | 75  | 57 | 28.8 | .370 | .343 | .717 | 4.5 | 1.1 | .6 | .3 | 12.8 |
| 2019–20  | New York | 65  | 4  | 17.9 | .359 | .327 | .653 | 2.8 | .9  | .4 | .4 | 6.4  |
| 2020–21  | New York | 42  | 0  | 11.0 | .392 | .393 | .800 | 1.5 | .5  | .3 | .1 | 3.9  |
| 2021–22  | New York | 13  | 0  | 8.5  | .375 | .357 | .700 | 1.7 | .2  | .2 | .1 | 3.6  |
| 2021–22  | Atlanta  | 17  | 0  | 6.5  | .356 | .192 | .750 | 1.3 | .4  | .1 | .1 | 2.7  |
| 2022–23  | Detroit  | 42  | 1  | 14.1 | .469 | .371 | .788 | 2.6 | .4  | .3 | .3 | 5.6  |
| 2022–23  | Portland | 21  | 4  | 17.1 | .444 | .314 | .741 | 3.3 | .9  | .5 | .0 | 8.5  |
| Carreira | Carreira | 275 | 66 | 14.8 | .394 | .328 | .735 | 2.5 | .6  | .3 | .1 | 6.2  |

#### Playoffs
| Ano      | Equipe   | PJ | PT | MPJ | AP   | 3P   | LL    | RT  | AS  | BR  | TO  | PPJ  |
| -------- | -------- | -- | -- | --- | ---- | ---- | ----- | --- | --- | --- | --- | ---- |
| 2021     | New York | 1  | 0  | 4.0 | .000 | .000 | 1.000 | 1.0 | 1.0 | .0  | 1.0 | 2.0  |
| 2022     | Atlanta  | 2  | 0  | 4.5 | .636 | .600 | 1.000 | 1.0 | .0  | 1.0 | .0  | 11.0 |
| Carreira | Carreira | 3  | 0  | 4.2 | .318 | .300 | 1.000 | .1  | .5  | .5  | .5  | 6.5  |

### Universitário
| Ano     | Equipe   | PJ | PT | MPJ  | AP   | 3P   | LL   | RT  | AS  | BR | TO | PPJ  |
| ------- | -------- | -- | -- | ---- | ---- | ---- | ---- | --- | --- | -- | -- | ---- |
| 2017–18 | Kentucky | 37 | 37 | 32.4 | .447 | .341 | .774 | 5.4 | 1.4 | .8 | .3 | 15.6 |

Fonte:

## Vida pessoal
Knox II é filho do ex-jogador da NFL, Kevin Knox. Seu irmão mais novo, Kobe, joga basquete universitário no Grand Canyon. Em 4 de setembro de 2018, ele assinou um contrato de vários anos com a Puma.